# Dan neovisnosti (Hrvatska)
Dan neovisnosti spomendan je u Republici Hrvatskoj. Obilježava se 25. lipnja, na dan kada je, 1991. godine, Hrvatski sabor donio Ustavnu odluku o uspostavi suverene i samostalne Republike Hrvatske. Ova odluka predstavlja ustavnopravni temelj samostalnosti i nezavisnosti hrvatske države.

## Povijest

### Kriza jugoslavenske države
Drama bivše Jugoslavije dosegla je vrhunac u proljeće 1991. godine. Hrvatska i Slovenija još su godinu dana prije toga izglasale svoju suverenost i održale prve slobodne parlamentarne izbore. Međutim u to doba riječi suverenost i nezavisnost nisu se poistovjećivale.
Hrvatsko i slovensko političko vodstvo tražilo je miran način razdruživanja od Jugoslavije, pa je zato politički prostor za eventualnu konfederaciju suverenih republika ostao otvoren. Takvo djelovanje bilo je uvjetovano i stavom svjetskih vojnopolitičkih sila. Međutim, Srbiju i Crnu Goru zanimala je jedino hegemonija pod maskom nove moderne federativne Jugoslavije, pa su pregovori blokirani. U isto vrijeme u dijelu Hrvatske traje pobuna hrvatskih Srba, a ostaci savezne vlasti potpuno su paralizirani.

### Referendum o hrvatskoj samostalnosti
U takvim okolnostima u Hrvatskoj je 19. svibnja održan referendum o hrvatskoj samostalnosti, na koji se odazvalo 83,5 posto biračkog tijela. Od toga broja čak 93,2 posto zaokružilo je listić DA za hrvatsku suverenost.

### Odluka o suverenosti i samostalnosti
Uslijedio je jedan od najznačajnijih hrvatskih povijesnih događaja. Dana 25. lipnja 1991. sastao se Hrvatski sabor i donio Ustavnu odluku o suverenosti i samostalnosti Republike Hrvatske. U okruženju velikosrpskih prijetnji i oklijevanju svjetske diplomacije, Hrvatski sabor je proglasio Republiku Hrvatsku, do tada u sastavu socijalističke Jugoslavije, suverenom i samostalnom državom. Tim činom Hrvatska je postala nezavisna država, pokrenula je postupak razdruživanja od drugih jugoslavenskih republika i zatražila međunarodno priznanje.
U svom govoru, predsjednik Republike Franjo Tuđman je istaknuo:
»Mi ne možemo više podržavati život u zajedničkoj državi, u kojoj postoji neprekidna, pritajena i javna agresija, patološka mržnja i zloća prema svemu izvornome hrvatskom. U državnoj zajednici, u kojoj smo suočeni s uzastopnim prijetnjama upotrebe sile, kako one zajedničke, tako i ilegalne u obliku buntovništva i terorizma. Proglašujući samostalnost Hrvatske, mi činimo isto ono što i svi narodi svijeta na putu postizanja svoje neovisnosti i to iz istih, prirodnih i vrhunaravnih razloga.«
Prigodom usvajanja Ustavne odluke o suverenosti i samostalnosti Republike Hrvatske, Tuđman je rekao:
»S neskrivenim zadovoljstvom i ponosom obznanjujemo svim republikama i saveznim tijelima SFRJ, objavljujemo cijelom svijetu suverenu volju hrvatskog naroda i svih građana Republike da se današnjim danom Republika Hrvatska proglašuje samostalnom i suverenom državom te pozivamo sve vlade i parlamente svih država da prihvate i priznaju čin slobodne odluke hrvatskoga naroda, čin slobode kojim još jedan narod hoće postati punopravnim članom međunarodne zajednice slobodnog svijeta.«
Izglasavanje Ustavne odluke o suverenosti i samostalnosti je bilo ponešto narušeno činjenicom da su se reformirani komunisti, tada pod nazivom Stranka demokratskih promjena, izjasnili protiv te odluke i provedbenog ustavnog zakona. Klub zastupnika SDP-a na čelu s Ivicom Račanom tražio je da se istodobno s razdruživanjem pokrene postupak udruživanja s drugim jugoslavenskim republikama. Taj je prijedlog odbijen pa se saborska većina u kojoj je prevladavala Hrvatska demokratska zajednica odlučila za punu hrvatsku nezavisnost bez ikakvih uvjeta. Nekoliko sati kasnije jednaku je odluku donijela i Skupština Slovenije. Šesteročlana savezna jugoslavenska zajednica tada je i pravno prestala postojati.

### Proglašenje neovisnosti i Domovinski rat
Međutim, pod pritiskom međunarodne zajednice Hrvatska je bila pristala na tromjesečnu odgodu primjene odluke. Istekom tromjesečnog moratorija na postupak razdruživanja Republike Hrvatske s ostalim republikama i pokrajinama jugoslavenske zajednice, Hrvatski sabor je, na zasjedanju 8. listopada 1991. godine, donošenjem Odluke o raskidu državnopravnih sveza s ostalim republikama i pokrajinama SFRJ proglasio punu neovisnost Republike Hrvatske.
Međunarodna zajednica nije odmah prihvatila raspad Jugoslavije, te je cijelom području nekadašnje jugoslavenske države nametnula embargo na uvoz oružja. S obzirom na vojnu premoć tadašnje JNA, to je značilo prepuštanje Hrvatske i Slovenije na milost i nemilost velikosrpskoj agresiji. Neposredno nakon toga jugoslavenska vojska napala je Sloveniju, a 3. srpnja jugoslavenski tenkovi ulaze u Baranju. Počela je okrutna agresija na Hrvatsku u kojoj će pasti tisuće žrtava, a deseci tisuća ljudi napustit će svoja ognjišta. Međutim, Hrvatska se uspjela obraniti, a za četiri godine i vojno povratiti izgubljeni teritorij, uz kasniju mirnu reintegraciju istočne Slavonije i Baranje 1998. godine.
Europa i svijet nisu s oduševljenjem dočekali odluku Hrvatskog sabora i Skupštine Slovenije jer je svijet još uvijek predlagao nekakvu novu Jugoslaviju, u koju povratak nije bio moguć. Pokazala je i to krvava ratna zbilja, napadi na Vukovar, Dubrovnik, genocidna agresija okupatora i herojska borba Hrvata. U prosincu 1991. Njemačka je samostalno priznala Hrvatsku, a novu političku stvarnost u siječnju 1992. priznala je cijela Europa, a potom i cijeli svijet.

## Blagdan, spomendan i promjene nadnevka
Dan neovisnosti ustanovljen je 2001. godine. Zakonskim izmjenama je 8. listopada, nadnevak donošenja Odluke o raskidu državnopravnih sveza s ostalim republikama i pokrajinama SFRJ proglašen novim državnim blagdanom, Danom neovisnosti. Obilježavanje Dana državnosti premješteno je sa 30. svibnja na 25. lipnja, a 30. svibnja dodijeljen je novoustanovljenom spomendanu, Danu Hrvatskog sabora.
Postojanje spomendana Dana Sabora 30. svibnja, blagdana Dana državnosti 25. lipnja i blagdana Dana neovisnosti 8. listopada djelovalo je zbunjujuće na mnoge hrvatske građane. Stoga je zakonskim izmjenama 2019. godine Dan državnosti vraćen na 30. svibnja (blagdan), 25. lipnja je postao Dan neovisnosti (spomendan), a 8. listopada Dan Hrvatskog sabora (spomendan). Zbog dva datuma koji su postali spomendani, za razliku od jednog prijašnjeg, blagdanom je proglašen Dan sjećanja na žrtve Domovinskog rata i Dan sjećanja na žrtvu Vukovara i Škabrnje koji se obilježava 18. studenoga.

## Unutarnje poveznice
- Dan državnosti
- Dan Hrvatskoga sabora
- Blagdani i spomendani u Hrvatskoj

## Vanjske poveznice
Mrežna mjesta
- 25. lipnja – Dan neovisnosti, na stranicama Hrvatskoga sabora